# Rejomulyo (Tanjung Bintang)
Rejomulyo is een bestuurslaag in het regentschap Lampung Selatan van de provincie Lampung, Indonesië. Rejomulyo telt 1936 inwoners (volkstelling 2010).